# Zimní kvartýr v Americe
Zimní kvartýr v Americe (v německém originále Das Winterquartier in Amerika) je opera (singspiel) o jednom dějství českého skladatele Vojtěcha Jírovce na libreto neznámého upravovatele podle stejnojmenné veselohry Josepha Maria Baba z roku 1778. Premiéru opery uvedlo 30. října 1812 vídeňské Divadlo u Korutanské brány (Theater am Kärntnertor).

## Vznik, charakteristika a historie
Vojtěch Jírovec byl od roku 1804 druhým kapelníkem vídeňského dvorního divadla, mezi jehož povinnosti patřilo napsat alespoň jednu operu a jeden balet ročně. Rok po velmi úspěšné zpěvohře Oční lékař a půl roku po italské opeře Federica a Adolfo měla na podzim roku 1812 premiéru nová práce skromnějších rozměrů, jednoaktovka, která na Očního lékaře navazovala směsí komiky a sentimentality. Text k ní neznámý autor upravil z komedie Zimní kvartýr v Americe německého preromantického dramatika Josepha Maria Baba (1756–1822), která se hrála ve vídeňském Národním divadle a vyšla tiskem roku 1778. V době svého vzniku reagovala Babova sentimentální veselohra na aktuální události. I když konkrétní německý stát není výslovně zmiňován, představuje příslušníky Hesenských pluků bojující pod (negativně vylíčeným) britským velením v Americké válce za nezávislost. „Zimním kvartýrem“ se rozumělo nucené ubytování vojska u civilních osob v době zimní přestávky v bojích.

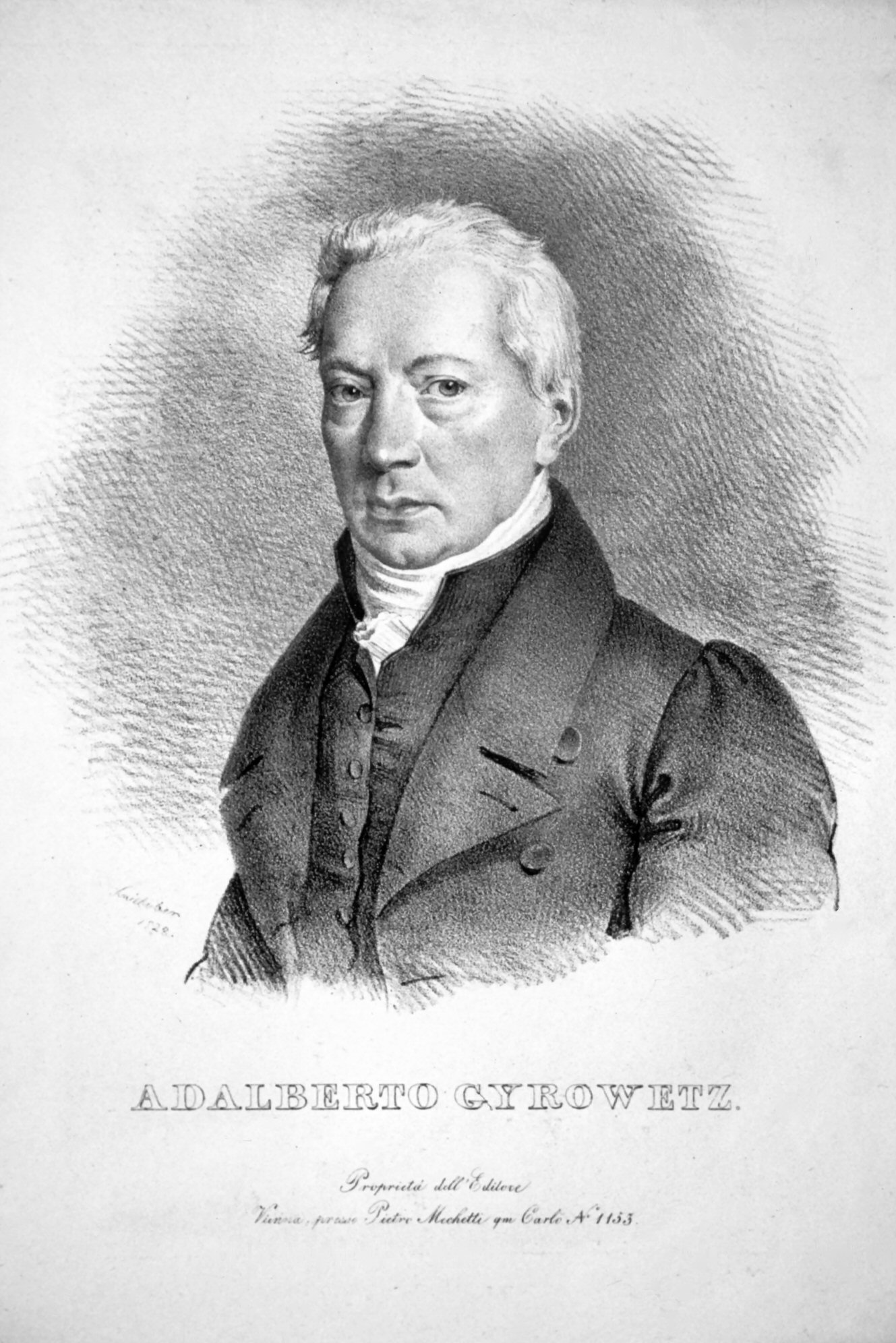
Vojtěch Jírovec, litografie Josefa Kriehubera z roku 1828

Terčem kritik v tisku byla především nevhodnost libreta. Takto popisoval situaci recenzent v časopise (Neue) Thalia: „Mezi zdejšími skladateli, kteří své umění a snahu marní a plýtvají na prostřední a špatná libreta […], je pan Jírovec jedním z nejpilnějších. O něm se dá opravdu vlastně říci, že skutálený Sisyfův kámen vždy a znova neúnavně válí na kopec. I s touto zpěvohrou se dočká podobného osudu, neboť důmyslná hudba, kterou ji doprovodil, nebude mít sílu udržet ji delší dobu na jevišti […]. Tento text nemá jediný okamžiky, který by dokázal vzbudit zájem. Děj je špatně vymyšlen a neobratně rozváděn, všechno je tak bezvýznamné a cituprázdné, že divák se vůbec nemůže přimět k účastenství, i kdyby si to byl ve vší vážnosti předsevzal. Obecenstvo oceňuje s laciným uznáním snahy pana Jírovce, kterému vděčí již za mnohé umělecké zážitky, zejména v Agnes Sorel a v Očním lékaři. I tentokrát se ho pokoušelo za nešťastnou volbu libreta odškodnit nesporným potleskem, který patřil jeho hudbě; byl vyvoláván.“
Podobně časopis (Wiener) Theater-Zeitung se podivoval nad tím, že si upravovatel – který „až na pár kostrbatých veršů k oživení celku nic nepřidal“ – vybral činohru, kterou „jsme již jako veselohru poznali jako zcela bezbarvou a nudnou. Myšlenka tohoto díla je naprosto mělká a nezajímavá; jak by mohla udělat štěstí v operní podobě? Pak kapelník Jírovec nedokázal přes svou důmyslnou hudbu toto zpracování zachránit před pádem; zemřelo tělem (text), aniž by vypustilo ducha (hudbu).“ Dobový ohlas Zimního kvartýru v Americe ve zpěvoherní podobě se zachoval i v zápiscích herce a spisovatele Friedricha Karla Sannense: „Hudba prýštila z talentu tohoto velmi zručného muže [=kapelníka Jírovce] a uspokojila znalce a milovníky hudby.“
Odborný časopis Allgemeine musikalische Zeitung zaujal rezervované stanovisko i k hudební stránce: „Tato hra je bezvýznamná a ani skladatele nedokázala příliš nadchnout. Kromě jednoho kánonu – který byl přijat příznivě – se hemží reminiscencemi. […] Navíc je také vše traktováno příliš lehce, do čehož zahrnujeme i výtečnou předehru. Pan J. byl na konci kusu vyvoláván – patrně s ohledem na své dřívější zásluhy.“ Podobně recenzent revue Der Sammler mínil: „Hudba, ve které se sice nacházejí víceré podobnosti s dřívějšími díly pana skladatele, má přesto své přednosti a byla přijata s potleskem a pan Jírovec byl na konci zpěvohry vyvoláván.“
Jak vyplývá z kritik, obecenstvu se hudba líbila a skladatele ocenilo, ale dílo celkově ani pěvecké a herecké výkony hlavních představitelů nadšení nevyvolaly. Tato opera patřila k nejméně úspěšným Jírovcovým dílům: její třetí představení 10. listopadu 1812 bylo i posledním a jiná divadla Zimní kvartýr v Americe neuvedla.

## Osoby a první obsazení

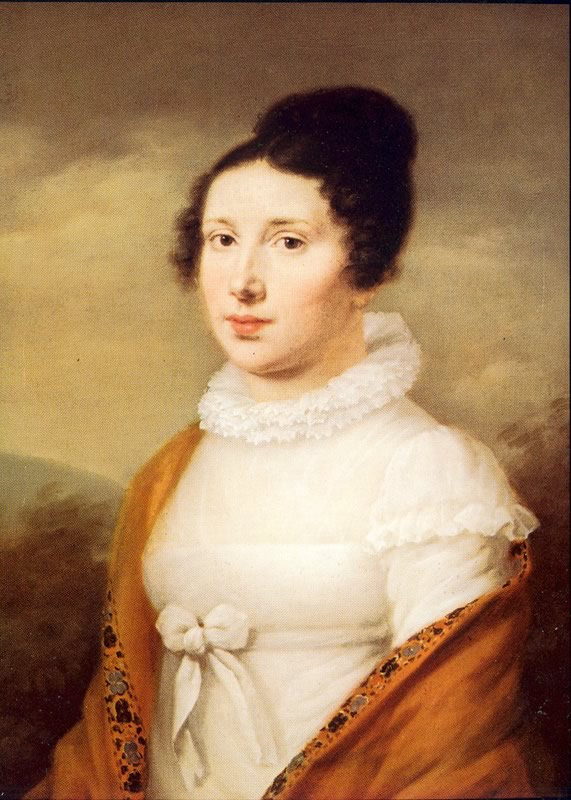
Pěvkyně Elisabeth Röckelová, která v Jírovcově Zimním kvartýru v Americe hrála a zpívala roli Wilhelminy

| osoba                                                    | hlasový obor | premiéra (30. října 1812)                            |
| -------------------------------------------------------- | ------------ | ---------------------------------------------------- |
| Von Bernau, hejtman ve službě jednoho z německých knížat | baryton      | Johann Michael Vogl                                  |
| Tunder, anglický vojenský komisař                        | tenor        | Friedrich Heinrich Demmer                            |
| Frank, německý kolonista                                 | bas          | Carl Friedrich Clemens Weinmüller                    |
| Wilhelmine, jeho dcera                                   | soprán       | Elisabeth (vl. jm. Maria Eva) Röckel (provd. Hummel) |
| Werner, kaprál u Bernaua                                 | tenor        | Otto Mohrhardt                                       |
| Soudní sluha                                             | mluvená role | Josef Perschl                                        |
| Dirigent: Vojtěch Jírovec                                |              |                                                      |

## Děj opery
(Místnost přidělená německému důstojníkovi ve Frankově hostinci.) Hejtman německého pluku von Bernau se svým kaprálem Wernerem hovoří o sympatickém hostinském Frankovi, u kterého jim byl vykázán kvartýr, a zejména o jeho krásné a milé dceři Wilhelmině. Frank je hostí, ale po straně se bojí, že ho hejtman pozná. Zato Wilhelmine se k hostům chová velmi přátelsky – je to civilizací a výchovou nezkažené děvče – a vyptává se na německé mravy. Její otec, sám přistěhovalec z Německa, o něm totiž nikdy nechce mluvit. Von Bernau a Wilhelmine v sobě nacházejí zalíbení, zato sukničkáře Wernera nechává dcera hostinského podivně chladným.

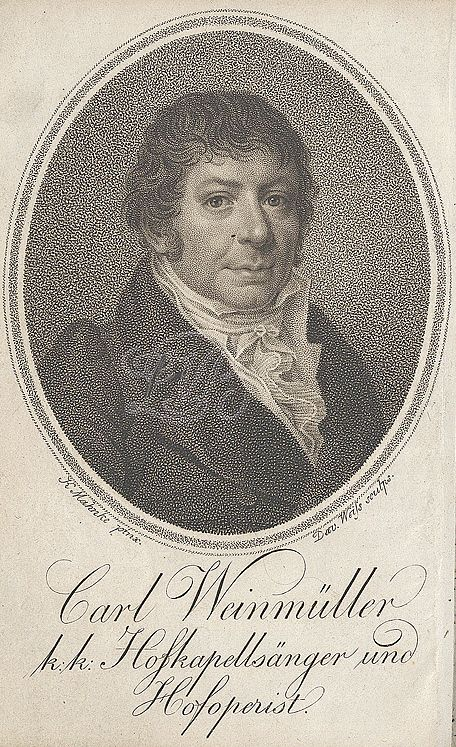
Carl Weinmüller, představitel hostinského Franka v Jírovcově Zimním kvartýru v Americe

Anglický vojenský komisař Tunder přichází na kontrolu a znechutí von Bernaua nemravnými řečmi. Pak se lísá k Wilhelmině, ale ta před ním uteče. Tunder hovoří s Frankem a nakonec mu nabídne vysokou částku za Wilhemininu nevinnost. Franz tomu nejprve nemůže uvěřit a poté rozhorleně odmítá. – Wilhelmine hovoří s Wernerem a ten jí konečně může vyprávět o německých mravech, a to i ve věcech lásky. Von Bernau to spatří, domnívá se, že se Werner o dívku uchází, a žárlí.

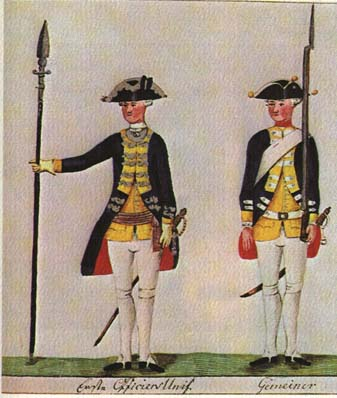
Uniformy hesenských vojáků bojujících v Americe v 70. letech 18. století

Poté Frank vyhledá von Bernaua. Leží mu na srdci dvě věci. Jednak má strach z Tunderových úkladů o jeho dceru a rád by ji pro jistotu provdal za slušného muže – rozumí se Wernera. Von Bernau je zasažen, ale přislíbí pomoc. A následně se mu Frank přiznává k poklesku – před dvaceti lety zběhl z jednotky, kde byl mladý von Bernau poručíkem, a uprchl z Evropy, zanechav tam kromě svého regimentu i dvouletého synka. Usadil se v Americe a vybudoval své malé hospodářství. Von Bernau se na něj zlobí a jde hledat Wernera. Frank připravuje Weilhelminu na to, co pro ni chystá.
Von Bernau přivolává Wernera – který je mu od malička oddán jako svému dobrodinci – a oznamuje mu nikoli Frankův záměr, ale vlastní úmysl oženit se s Wilhelminou. Frank přibíhá se zprávou, že mu přišli zkonfiskovat dům. Domnívá se nejprve, že ho von Bernau udal za dezerci, ale ten ho ujišťuje o opaku. Soudní sluha vysvětlí, že to od Tundera přišlo udání, že prý Frank hovořil proti Parlamentu. Avšak Werner může dosvědčit Tunderovy vyhrůžky a naléhání na Wilhelminu. Von Bernau všechny upokojuje. Představí Wernera Frankovi jako jeho ztraceného syna, kterému kdysi zařídil pěstounskou výchovu, Frankovi vystavuje doklad o propuštění z armády a požádá o Wilhelmininu ruku, s čímž otec i dcera rádi souhlasí. Von Bernau rovněž slibuje zařídit u soudu zrušení exekuce na Frankův hostinec.